# Brotherella propinqua
Brotherella propinqua là một loài Rêu trong họ Sematophyllaceae. Loài này được (Harv.) M. Fleisch. mô tả khoa học đầu tiên năm 1923.